# به اصفهان رو
به اصفهان رو قطعه‌ای از موسیقی ایرانی است در آواز اصفهان که خواننده آن تاج اصفهانی است و با نوازندگی تار جلیل شهناز، نی حسن کسائی، ویلون: جهانبخش پازوکی و تمبک جهانگیر بهشتی اجرا شده است. شعر آن از محمدتقی بهار و با آهنگسازی علی اکبر شهنازی است.
در سال ۱۳۱۲ زمانی که محمدتقی بهار در اصفهان به سر می‌برد، با علی اکبر شهنازی که به این شهر سفر کرده بود دیدار کرد. در این دیدار بهار گفت قصد دارد شعری در وصف "اصفهان" بسراید و شهنازی هم رنگی که قطعه موسیقی که تصنیف نموده بود را در اختیار او گذاشت و بهار هم بر روی همین قطعه شعری ساخت.
در دهه ۱۳۳۰ این قطعه توسط تاج اصفهانی اجرا شد. این قطعه در کنار چند قطعه دیگر و در قالب یک آلبوم در سال ۱۳۸۳ مجددا منتشر گردید.
سالار عقیلی نیز در سال ۱۳۹۱ این قطعه را با همراهی ارکستر اصفهان و با تنظیم آهنگ مرتضی شفیعی با تغییراتی در شعر بازخوانی کرد که به عنوان موسیقی تیتراژ پایانی مجموعه تلویزیونی سایه سلطان از آن استفاده شده است.

## شعر
| به اصفهان رو که تا بنگری بهشت ثانی            |  | به زنده رودش سلامی ز چشم ما رسانی           |
| ببر از وفا کنار جلفا                          |  | به گل چهرگان سلام ما را                     |
| شهر پر شکون قصر چلستون کن گذر به چارباغش      |  | گر شد از کفت یار بی وفا کن کنار پل سراغش    |
| بنشین در کریاس یاد شاه عباس بستان از دلبر می  |  | بستان پی در پی می از دست وی تا کی تا بتوانی |
| ساعتی در جهان خرم بودن                        |  | بی غم بودن بی غم بودن                       |
| با بتی دلستان همدم بودن                       |  | محرم بودن با هم بودن                        |
| ای بت اصفهان، زان شراب جلفا ساغری در ده ما را |  |                                             |
| ما غریبیم ای مه بر غریبان رحمی کن خدا را      |  |                                             |